# Лучковское сельское поселение
Лучко́вское се́льское поселе́ние — муниципальное образование в Прохоровском районе Белгородской области России. Административный центр — село Лучки. В сельское поселение входят три населенных пункта: село Лучки, хутор Петровский, село Нечаевка.
Площадь, занимаемая муниципальным образованием, составляет 4504 га, под сельскохозяйственные земли отведено 3505 га, поселения занимают 490 га, лесной фонд 509 га.
Граничит с Яковлевским и Ивнянским районами.

## История
Лучковское сельское поселение образовано 20 декабря 2004 года в соответствии с Законом Белгородской области № 159.

## Население
| 2010 | 2011 | 2012 | 2013 | 2014 | 2015 | 2016 | 2017 | 2018 |
| ---- | ---- | ---- | ---- | ---- | ---- | ---- | ---- | ---- |
| 557  | ↘553 | ↘528 | ↘504 | ↘495 | ↘482 | ↘475 | ↗517 | ↘512 |
| 2019 | 2020 | 2021 |      |      |      |      |      |      |
| ↗514 | ↗519 | ↗593 |      |      |      |      |      |      |

## Состав сельского поселения
| № | Населённый пункт | Тип населённого пункта       | Население |
| - | ---------------- | ---------------------------- | --------- |
| 1 | Лучки            | село, административный центр | ↘506      |
| 2 | Нечаевка         | село                         | ↘38       |
| 3 | Петровский       | хутор                        | ↘13       |